# Distrikt Perené

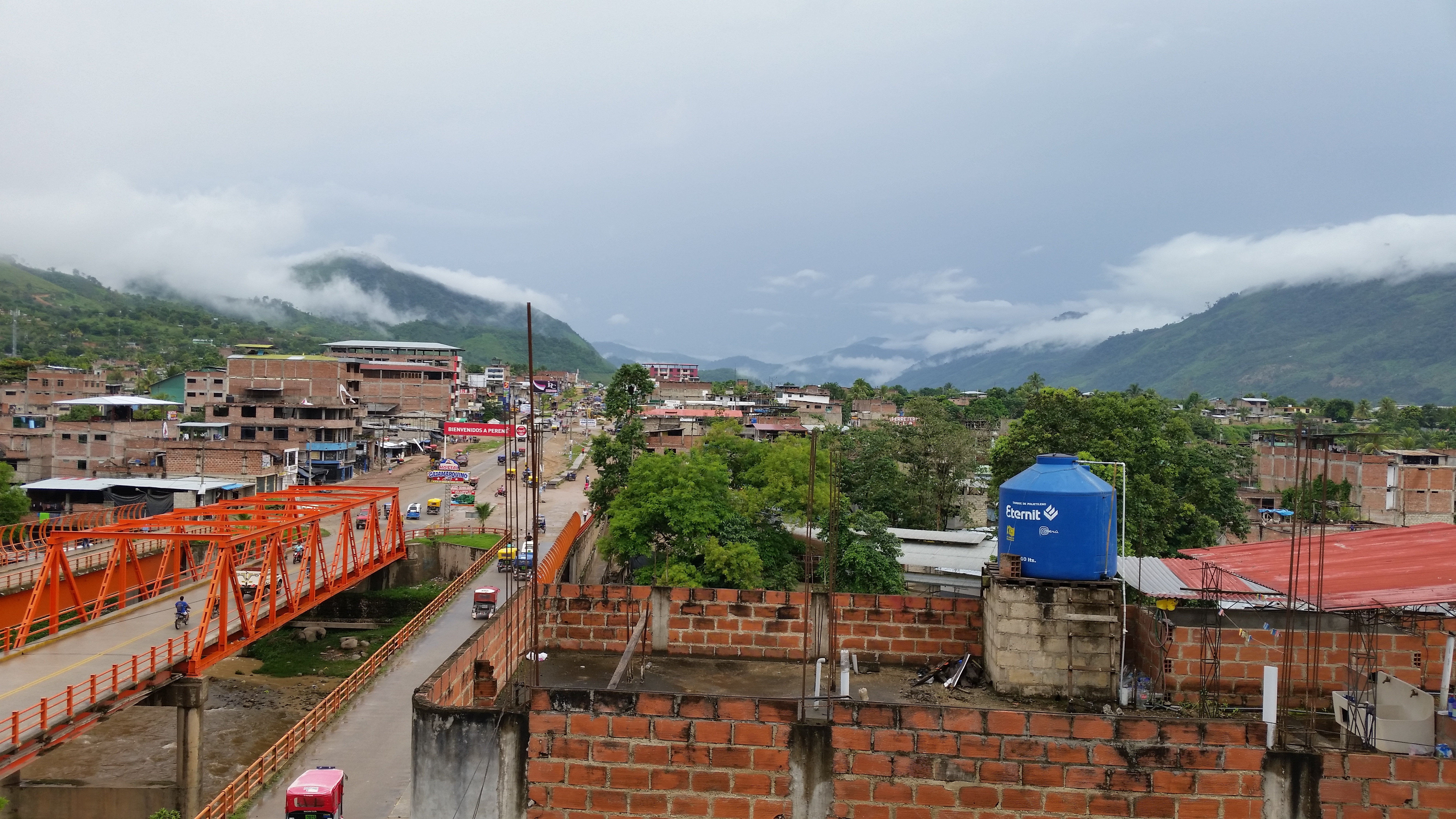
Brücke über den Río Pichanaqui nach Santa Rosa

Der Distrikt Perené (span. Distrito de Perené)  liegt in der Provinz Chanchamayo in der Verwaltungsregion Junín in Zentral-Peru. Der Distrikt Perené hat eine Fläche von 1526 km², eine Bevölkerung von 52.874 Einwohnern (Stand 2017) und weist eine Bevölkerungsdichte von 34,65 Einwohnern/km² auf. Verwaltungssitz ist die Kleinstadt Perené.

## Geographische Lage
Der Distrikt Perené erstreckt sich über die peruanische Zentralkordillere. Der Fluss Río Perené durchfließt den Distrikt in östlicher Richtung. Im äußersten Westen liegt die Kleinstadt Perené, im äußersten Osten reicht der Distrikt bis an die Stadtgrenze von Pichanaqui.
Die größten Gemeinden des Distrikts sind Perené mit 6733 Einwohnern sowie Santa Rosa, Vorort von Pichanaqui, mit 21.054 Einwohnern.